# Esprit Blanche
Pour les articles homonymes, voir Blanche.
Esprit Sylvestre Blanche, né le 15 mai 1796 à Rouen et mort le 8 novembre 1852 à Passy, est un psychiatre français.

## Biographie

### Famille et formation
Esprit Blanche est le fils d’Antoine-Louis Blanche, chirurgien chef des hôpitaux militaires de Rouen. Il est reçu bachelier à Rouen, le 5 octobre 1813, âgé de seize ans, puis à partir de l'année suivante étudie la médecine dans la même ville, puis à l’École de médecine de Paris. Certaines sources anciennes, de nos jours fortement contestées, affirment qu'il aurait militairement servi brièvement, dans les derniers temps de l'époque napoléonienne. Il est reçu docteur, le 15 août 1819, avec une thèse publiée l'année précédente titrée Essai sur les anévrismes du cœur. Ses principaux travaux sont à l'époque relatifs à l’étude pathologique du cœur, mais il se sent très vite attiré par le traitement des maladies mentales.

### Montmartre: première adresse de la «maison de santé du docteur Blanche»
S'offre au jeune docteur Blanche l'opportunité de reprendre l'établissement du docteur Pierre Antoine Prost, celui-ci, médecin aliéniste disciple de Philippe Pinel, avait acheté en 1805 à un marchand vin, — qui s'en était rendu propriétaire quelques années plus tôt —, la Folie-Sandrin, située sur les hauteurs de la commune de Montmartre, au 4, rue Trainée (actuelle 22, rue Norvins), pour en faire une maison de santé recevant toute sorte de malades et notamment y développer de nouveaux traitements plus humains pour soigner les maladies mentales (y meurt en 1814 Gabriel-Marie Legouvé). Il cède, en 1820, l'établissement à son jeune confrère Esprit Blanche, qui souhaite lui-aussi suivre les principes de traitement développés par Pinel, mais en mettant les patients au contact d’une nouvelle famille au lieu de totalement et durablement les isoler. Il adopte une méthode de traitement basée tout entière sur le principe que si les aliénés doivent être isolés dès le début de leur maladie, cet isolement, considéré sous le seul point de vue de leur guérison, doit être de courte durée, et avoir pour but non de les plonger dans la tranquillité de la vie solitaire, mais de rendre la vie de famille aux aliénés, de façon à éliminer chez eux les séquelles de la séquestration et de l’isolement, pour préserver leur instinct des habitudes sociales dont la perte doit être évitée à tout prix. S’étant opposé à son confrère François Leuret, relativement au traitement par les voies de rigueur que ce dernier avait voulu rétablir, sa méthode a été validée par l’Académie de médecine, qui déclare : « adopter, à l’égard des aliénés, un système de conduite où domine la rigueur, c’est se préparer les plus cruels mécomptes. ». Le docteur, ses proches et les patients vivent sur le même domaine. Ainsi Émile, fils aîné du docteur et son futur successeur, y naît dès 1820. Le général Travot y est mort dément en 1836, après avoir subi vingt ans de détention au fort de Ham. De mars à novembre 1841, Esprit Blanche soigne dans sa maison Gérard de Nerval ; le poète, autorisé à sortir aux alentours, y trouve l'inspiration de quelques textes. Autre patient que le docteur accueille à Montmartre, l'acteur Claude-Louis-Séraphin Barizain dit Monrose. Celui-ci, mort à la maison de santé en 1843, est enterré au cimetière de Montmartre.

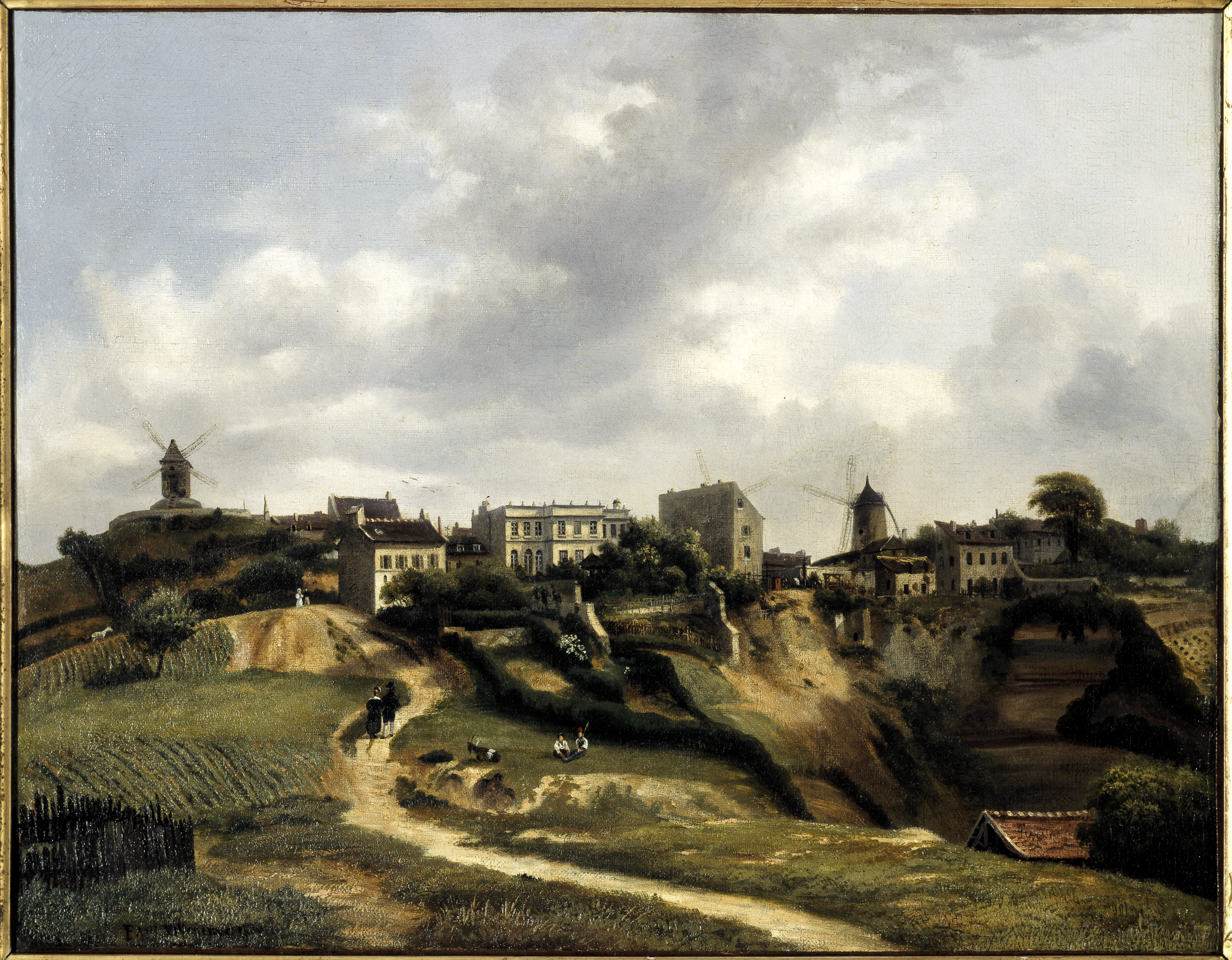
Vue de la maison du Docteur Blanche à Montmartre, en 1835.

En 1840, il publie un mémoire dans lequel il esquisse à grands traits l’état actuel des connaissances sur le traitement de la folie, rendant hommage aux travaux de ses devanciers, et définissant les points sur lesquels sa pratique différait de la leur.
Mondain, il accueillait à sa table des artistes et des célébrités qui contribueront à donner à leur hôte une notoriété bien au-delà du milieu médical. La réputation de la maison était telle que dans le vaudeville représenté le 12 avril 1837 au théâtre des Variétés, Crouton, chef d’École, lorsqu’un des personnages devient subitement fou dans une scène, c’est un employé de la maison de santé du Dr Blanche que l’on va immédiatement chercher:233. La clinique est également le sujet d’un texte titré Une maison de fous, écrit, après y avoir été soigné, par Jacques Arago, au sein de l'ouvrage collectif Paris ou le Livre des Cent-et-Un.

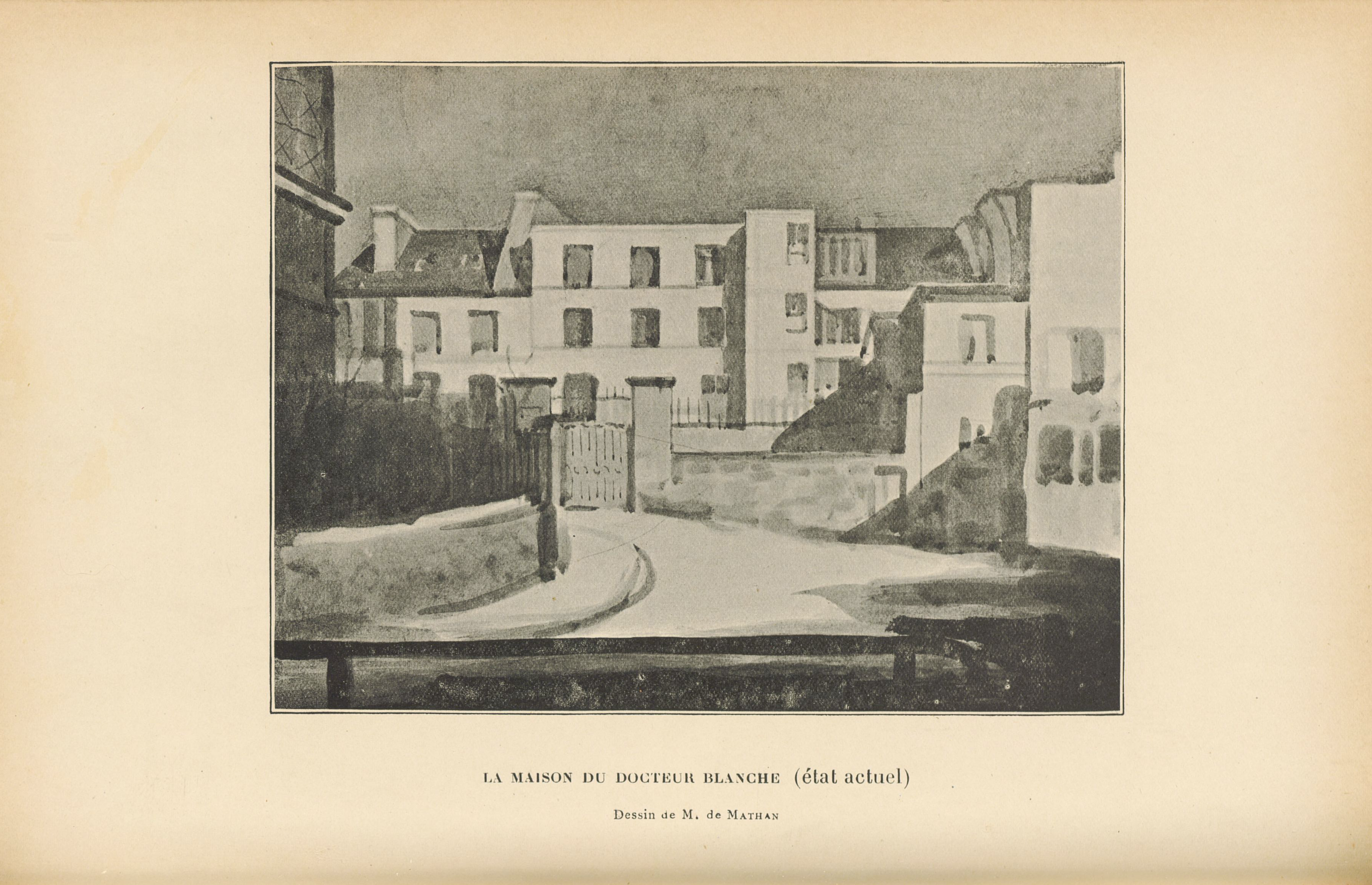
Vue en 1910 de la Folie-Sandrin à Montmartre, première Maison du docteur Blanche (jusqu'en 1846).

À peine arrivé à Montmartre, Esprit Blanche avait été nommé médecin de l'asile de la Providence du 77, rue des Martyrs:243. Membre du Conseil médical de l’Association des Artistes dramatiques, il est nommé chevalier de l'ordre national de la Légion d'honneur en 1834. Le secrétaire perpétuel de l’Académie de médecine, Jules-Auguste Béclard, a déclaré, à son sujet : 

« II a puissamment contribué par ses efforts, à opérer dans le traitement des maladies mentales une révolution aujourd’hui à peu près accomplie. Au régime de l’intimidation, régime commode pour le médecin, mais désastreux pour le malade, il a fait succéder celui de la persuasion, de la patience et de la bonté. »

### Passy: nouvelle adresse de la maison de santé
En 1846, sa réputation a grandi au cours des années, amenant une aisance qui lui permet de transférer son établissement de Montmartre pour une autre commune proche de Paris, plus prestigieuse et proche de sa clientèle riche, Passy ; la clinique y est dès lors installée à l'hôtel de Lamballe, ancienne propriété de la princesse de Lamballe ,. Il en partagera ultérieurement, assez vite, la direction médicale avec son fils Émile Blanche qui reçoit son diplôme de médecin en 1848, qui la reprendra à sa mort et la conservera jusqu’en 1872. 

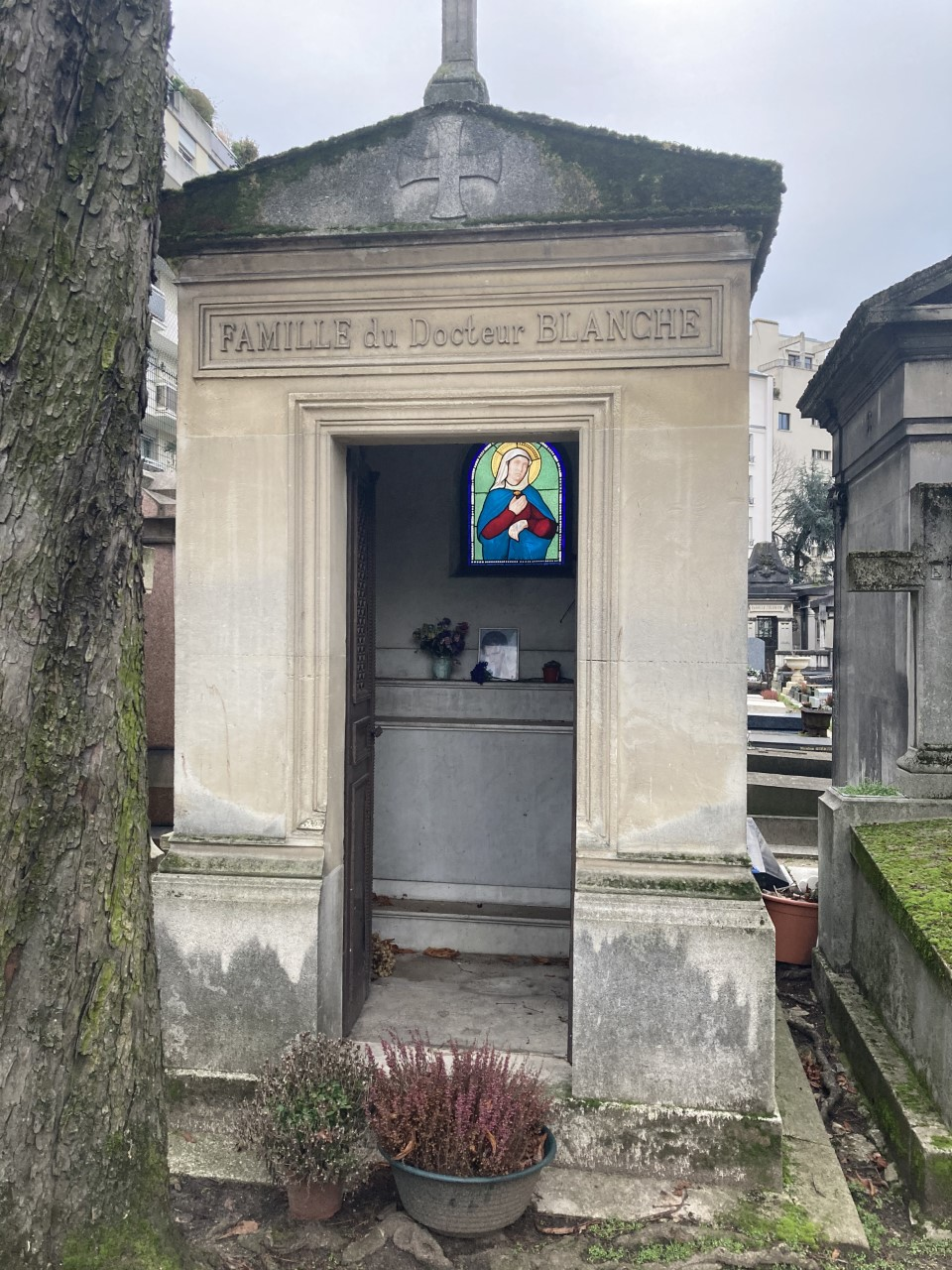
Sépulture du docteur Blanche.

Il meurt dans sa propre clinique, d'un cancer. Il est enterré au cimetière de Passy. Blanche avait un frère, Antoine, qui a connu une brillante carrière médicale à Rouen. De son mariage avec Marie Madeleine Sophie Bertrand, en 1820, il a eu trois enfants : l’aliéniste Émile Blanche, qui a épousé sa cousine Félicité Baron-Chatillon (1820-1895) ; Alfred (1823-), architecte à Paris et Claire, qui a épousé l’architecte Léon Ohnet.

## Distinctions et hommages
Membre du Conseil médical de l’Association des artistes dramatiques, Esprit Blanche est nommé chevalier de l'ordre national de la Légion d'honneur en 1834.
Le 5 janvier 1894, le conseil municipal de Paris lui a rendu hommage en donnant le nom de rue du Docteur-Blanche à une voie du 16e arrondissement de Paris,,.